# Pompallier House

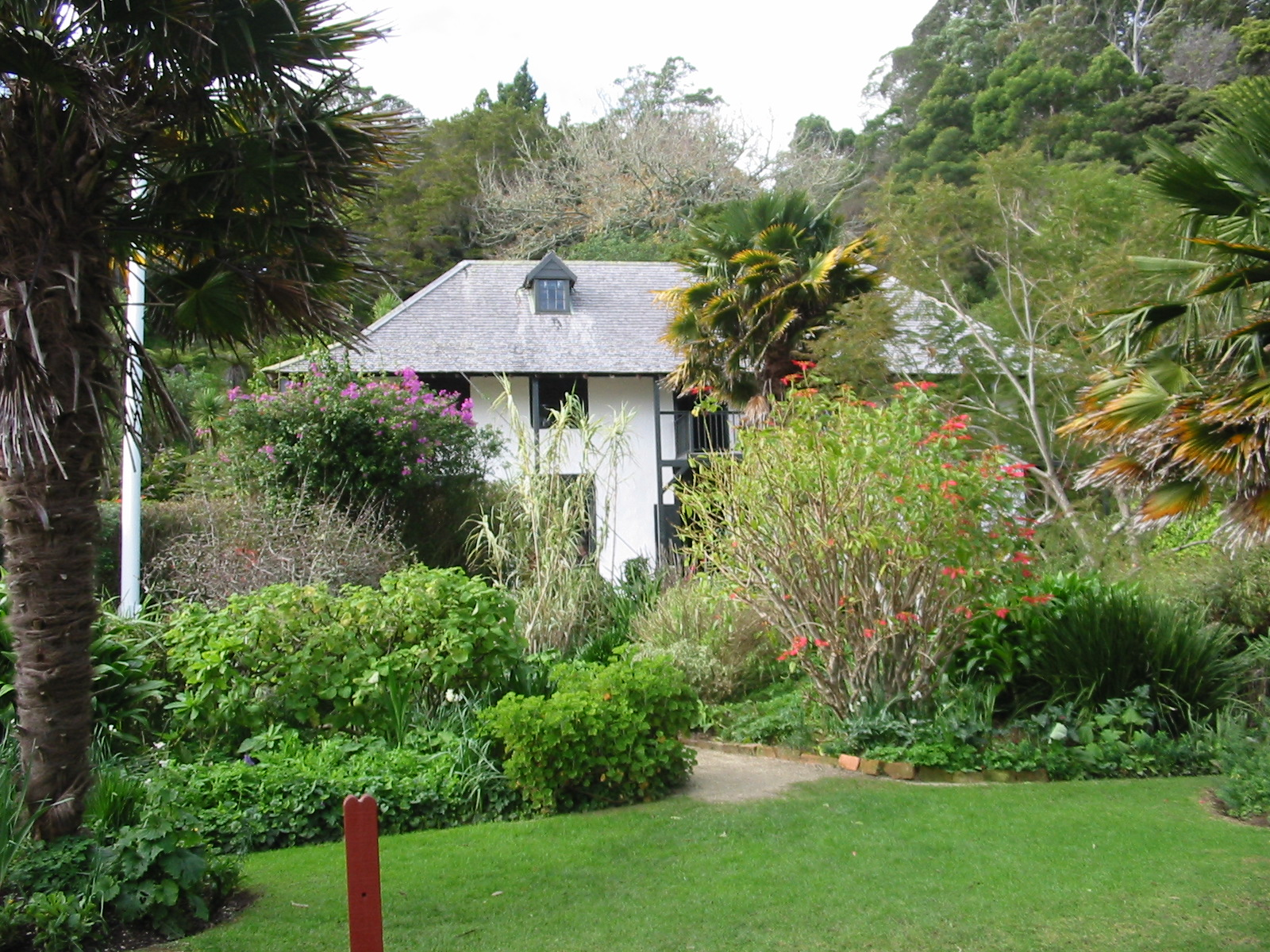
Pompallier House und Garten

Pompallier House ist ein Gebäude aus dem 19. Jahrhundert im neuseeländischen Russell. Es gehörte damals zum Hauptsitz der katholischen Mission im Westpazifik. Es ist nach Jean Baptiste Pompallier, dem ersten Apostolischen Vikar und ersten Bischof Neuseelands benannt.
Pompallier House ist ein Baudenkmal der Kategorie 1 und im Eigentum des New Zealand Historic Places Trust, der es als Museum betreibt. Es ist Neuseelands ältestes römisch-katholisches Gebäude, ältestes Stampflehmbauwerk und ältestes Industriebauwerk.

## Geschichte
Das Grundstück wurde 1839 von Pompallier gekauft, um einen Sitz für die von französischen Maristen betriebene Mission Neuseelands zu errichten. Das Gebäude entstand 1841–1842 in der um Lyon in Frankreich üblichen Stampflehmbauweise, das Obergeschoss wurde als Fachwerk errichtet. Gleichzeitig sparte man gegenüber der damals in Neuseeland üblichen Holzbauweise einen großen Teil der Kosten für Bauholz. Der Lehm wurde vor Ort gewonnen und mit Sand und Steinen von der Küste gemischt. Kalk wurde aus Muschelschalen gebrannt. Die Arbeiten wurden von dem Architekten Louis Perret überwacht.
Das Gebäude wurde als Druckerei verwendet, auch gab es eine Gerberei zur Herstellung der Einbände. 1842 wurden hier die ersten Übersetzungen religiöser Texte in der Sprache der Māori gedruckt.
Auf dem Grundstück gab es eine Kapelle, Wohnhäuser, Küchen und andere Nebengebäude, die nicht erhalten blieben.
1850 wurde der Hauptsitz der Mission nach Auckland verlegt. 1856 übernahm James Callaghan das Gebäude und nutzte es als Wohnhaus, bekannt als „Callaghan’s Castle“. Nach mehrfachen Eigentümerwechseln kaufte die Neuseeländische Regierung 1941 das Gebäude. In den 1990er Jahren wurde das Haus restauriert und in seinen ursprünglichen Zustand zurückversetzt.
Der Garten ist im viktorianischen und Edwardianischen Stil der früheren Eigentümer gestaltet.

## Druckerpresse

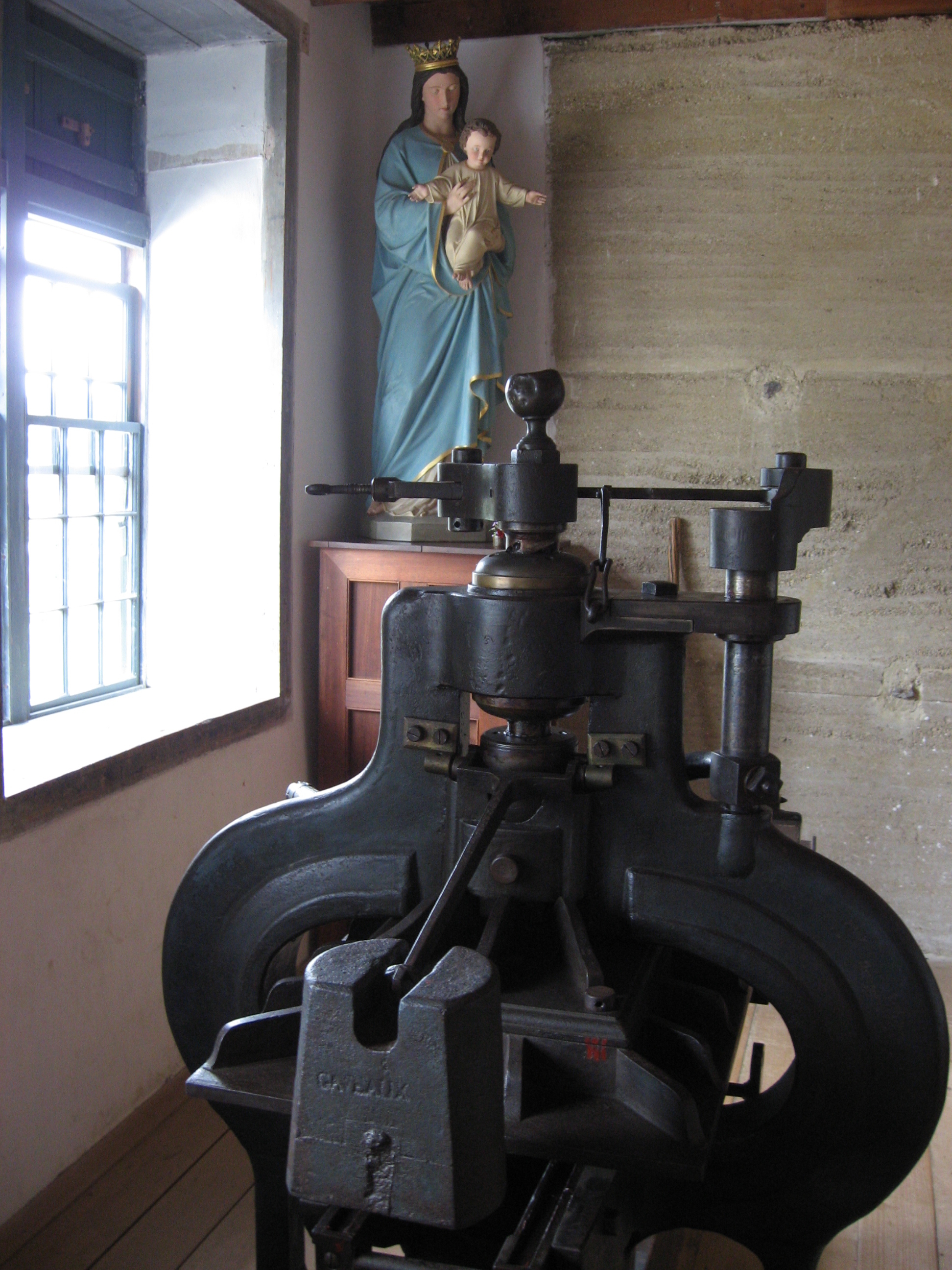
Die Druckpresse in Pompallier House

Die Druckerpresse von Gaveaux wurde von der Mission in den frühen 1840er Jahren aus Frankreich importiert. Zwischen 1842 und 1849 wurden auf ihr über 30000 Bücher und Traktate gedruckt, die mit zu den ersten Drucken in der Sprache der Māori gehören. Nach Umzug der Mission baten die Māori aus Waikato 1857 um die Presse. Sie wurde von Māorikönig Tāwhiao zum Druck der māori-sprachigen Zeitung Te Paki o Matariki genutzt. Die Presse blieb bis in die 1990er Jahre in Waikato und wurde von Māorikönigin Te Atairangikaahu zurückgegeben.